# Vlaamse Media Maatschappij
Vlaamse Media Maatschappij (VMMa) – belgijskie przedsiębiorstwo, właściciel i założyciel największej flamandzkiej stacji komercyjnej: vtm. VMMa zostało założone w 1987 roku jako Vlaamse Televisie Maatschappij przez dziewięć wydawnictw z równym udziałem po 11,1%. Od 1998 De Persgroep i Roularta Media Group mają po 50% udziałów. 31 maja 1999 zmieniono nazwę na Vlaamse Media Maatschappij.

## Kanały telewizyjne
- vtm
- 2BE
- JIM
- Vitaya
- vtmKZoom
- VTMzomer
- VTMkerst

## Stacje radiowe
- Q-music
- JOE fm (od 2 maja 2007)
- Radio Mango (od 2003)
- Topradio (od 2003)